# تصفيات بطولة آسيا تحت 23 سنة لكرة القدم 2018
كانت تصفيات بطولة آسيا تحت 23 سنة لكرة القدم 2018 منافسة كرة قدم دولية للرجال تحت 23 سنة حددت الفرق المشاركة في بطولة آسيا تحت 23 سنة لكرة القدم 2018.
تأهل ما مجموعه 16 فريق للعب في البطولة النهائية، بما في ذلك الصين التي تأهلت تلقائيا كمضيفة.

## القرعة
من بين الاتحاد الأعضاء الـ47 في الاتحاد الآسيوي، دخل ما مجموعه 40 فريقاً المنافسة. الصين مستضيفة البطولة النهائية قررت المشاركة في التصفيات على الرغم من أنها مؤهلة بصورة تلقائيا للبطولة النهائية.
أجريت القرعة في 17 مارس 2017، الساعة 15:00 بتوقيت ماليزيا (ت ع م+8)، في بيت الاتحاد الآسيوي في كوالالمبور، ماليزيا. وقسمت الفرق الـ40 إلى عشر مجموعات من أربع فرق. بالنسبة للقرعة، تم تقسيم الفرق إلى منطقتين:
- منطقة الغرب: 20 فريق من غرب آسيا ووسط آسيا وجنوب آسيا، سيتم تقسيمهم إلى خمس مجموعات من أربع فرق (المجموعة أ–ر).
- منطقة الشرق: 20 فريق من آسيان وشرق آسيا، سيتم تقسيمهم إلى خمس مجموعات من أربع فرق (المجموعات س–ف).

صنفت الفرق وفقاً لأداءها في البطولة النهائية لبطولة آسيا تحت 23 سنة لكرة القدم 2016 وتصفياتها. وتم أيضا تطبيق القيود التالية:
- الفرق التسعة التي أعربت عن نيتها لتكون مضيفة لمجموعات التصفيات قبل القرعة تم زجهم في مجموعات منفصلة.
- بما أن إيران والسعودية رفضتا السفر إلى بلد الآخر، فإنهما لن يوضعان في نفس المجموعة.
- بما أن إيران وسوريا ولبنان قد أشاروا إلى أنهم لن يسافروا إلى فلسطين، فإنهم لن يوضعوا في المجموعة التي تستضيفها فلسطين.

|             | الوعاء 1                                                                      | الوعاء 2                                                       | الوعاء 3                                                                  | الوعاء 4                                                                    |
| ----------- | ----------------------------------------------------------------------------- | -------------------------------------------------------------- | ------------------------------------------------------------------------- | --------------------------------------------------------------------------- |
| منطقة الغرب | 1. العراق 2. قطر (H) 3. الإمارات العربية المتحدة (H) 4. إيران 5. الأردن       | 1. أوزبكستان 2. سوريا 3. السعودية (H) 4. عمان 5. طاجيكستان     | 1. فلسطين (H) 2. البحرين 3. الهند 4. قرغيزستان (H) 5. لبنان               | 1. أفغانستان 2. بنغلاديش 3. سريلانكا (W) 4. نيبال 5. تركمانستان (غير مرتبة) |
| منطقة الشرق | 1. اليابان 2. كوريا الجنوبية 3. كوريا الشمالية (H) 4. أستراليا 5. تايلاند (H) | 1. الصين (Q) 2. فيتنام (H) 3. إندونيسيا 4. ميانمار (H) 5. لاوس | 1. ماليزيا 2. تيمور الشرقية 3. تايبيه الصينية 4. كمبوديا (H)* 5. سنغافورة | 1. منغوليا 2. هونغ كونغ 3. الفلبين 4. بروناي 5. ماكاو                       |

| منطقة الغرب | - بوتان - الكويت (معلقة) - المالديف - باكستان - اليمن |
| منطقة الشرق | - غوام - جزر ماريانا الشمالية                         |

الملاحظات
- الفرق بالخط عريض تأهلت للبطولة النهائية.
- (م): مضيفو مجموعات التصفيات (* كمبوديا اختيرت كمضيف لمجموعة التصفيات بعد القرعة)
- (ت): مضيف البطولة النهائية، أهل بغض النظر عن نتائج التصفيات تلقائياً
- (ا): انسحب بعد القرعة

## أهلية اللاعبين
يحق للاعبين الذين ولدوا في 1 يناير 1995 أو بعد ذلك التاريخ أن يتنافسوا في هذه البطولة.

## النظام
في كل مجموعة، لعبت الفرق مع بعضها البعض في مكان مركزي. تأهل متصدرو المجموعات العشر وأفضل الثواني الخمس للبطولة النهائية. إذا تصدرت مستضيفة البطولة النهائية الصين مجموعتها أو كانت بين أفضل الثواني الخمس، تأهل سادس أفضل وصيف للبطولة النهائية أيضاً.

### معايير كسر التعادل
الفرق مرتبة وفقاً للنقاط (3 نقاط للفوز، نقطة واحدة للتعادل، 0 نقطة للخسارة), وإذا تعادلوا في النقاط، تم تطبيق المعايير التالية، بالتسلسل الوارد، لتحديد الترتيب (مادة اللواء 9.3):
1. النقاط في المباريات المباشرة بين الفرق المتعادلة؛
2. فارق الأهداف في المباريات المباشرة بين الفرق المتعادلة؛
3. الأهداف المسجلة في المباريات المباشرة بين الفرق المتعادلة؛
4. إذا كان أكثر من فريقين متعادلان، وبعد تطبيق كل المعايير المباشرة فوق، كانت لا تزال مجموعة فرعية من الفرق متعادلة، فإن جميع المعايير الواردة أعلاه يعاد تطبيقها حصراً على هذه المجموعة الفرعية من الفرق؛
5. فارق الأهداف في جميع مباريات المجموعة؛
6. الأهداف المسجلة في جميع مباريات المجموعة؛
7. ركلات جزاء ترجيحية إذا كان فريقين فقط متعادلان والتقوا في الجولة الأخيرة من المجموعة؛
8. النقاط التأديبية (بطاقة صفراء = 1 نقطة، بطاقة حمراء نتيجة لبطاقتين صفراء = 3 نقاط، بطاقة حمراء مباشرة = 3 نقاط، بطاقة صفراء يتبعها بطاقة حمراء مباشرة = 4 نقاط)؛
9. سحب القرعة.

## المجموعات
لعبت المباريات في الفترة من 15 إلى 23 يوليو 2017.
| يوم المباريات   | التواريخ      | التواريخ           | المباريات      | المباريات  |
| يوم المباريات   | المجموعة د    | المجموعات أ–ج، ر–ف | المجموعات ب–ف  | المجموعة أ |
| --------------- | ------------- | ------------------ | -------------- | ---------- |
| يوم المباريات 1 | 15 يوليو 2017 | 19 يوليو 2017      | 1 ضد 4، 2 ضد 3 | 3 ضد 1     |
| يوم المباريات 2 | 17 يوليو 2017 | 21 يوليو 2017      | 4 ضد 2، 3 ضد 1 | 2 ضد 3     |
| يوم المباريات 3 | 19 يوليو 2017 | 23 يوليو 2017      | 1 ضد 2، 3 ضد 4 | 1 ضد 2     |

### المجموعة أ
- أقيمت جميع المباريات في قيرغيزستان.
- الأوقات المذكورة حسب ت ع م+6.

| م | الفريق        | لعب | ف | ت | خ | أ.له | أ.ع | أ.ف | نقاط | التأهل           |
| - | ------------- | --- | - | - | - | ---- | --- | --- | ---- | ---------------- |
| 1 | عمان          | 2   | 2 | 0 | 0 | 7    | 1   | +6  | 6    | البطولة النهائية |
| 2 | إيران         | 2   | 1 | 0 | 1 | 2    | 3   | −1  | 3    |                  |
| 3 | قرغيزستان (H) | 2   | 0 | 0 | 2 | 2    | 7   | −5  | 0    |                  |
| 4 | سريلانكا      | 0   | 0 | 0 | 0 | 0    | 0   | 0   | 0    | انسحب            |

| قرغيزستان             | 1–2   | إيران                             |
| --------------------- | ----- | --------------------------------- |
| - رومان ليفتشينكو 11' | تقرير | - رضا شكاري 14' - علي قليزاده 42' |

| عمان                                                                         | 5–1   | قرغيزستان                    |
| ---------------------------------------------------------------------------- | ----- | ---------------------------- |
| - محسن الغساني 61'، 83'، 90+1' - زاهر الأغبري 81' (ركلة.) - جميل اليحمدي 84' | تقرير | - عادلجان عبد الرحمنوف 45+2' |

| إيران | 0–2   | عمان                                  |
| ----- | ----- | ------------------------------------- |
|       | تقرير | - جميل اليحمدي 48' - محسن الغساني 71' |

### المجموعة ب
- أقيمت جميع المباريات في السعودية.
- الأوقات المذكورة حسب ت ع م+3.

| م | الفريق       | لعب | ف | ت | خ | أ.له | أ.ع | أ.ف | نقاط | التأهل           |
| - | ------------ | --- | - | - | - | ---- | --- | --- | ---- | ---------------- |
| 1 | العراق       | 3   | 3 | 0 | 0 | 12   | 1   | +11 | 9    | البطولة النهائية |
| 2 | السعودية (H) | 3   | 2 | 0 | 1 | 11   | 3   | +8  | 6    | البطولة النهائية |
| 3 | البحرين      | 3   | 1 | 0 | 2 | 4    | 5   | −1  | 3    |                  |
| 4 | أفغانستان    | 3   | 0 | 0 | 3 | 0    | 18  | −18 | 0    |                  |

| العراق | 8–0   | أفغانستان |
| --- | ----- | --------- |
| - بشار رسن 13' (ركلة.) - أيمن حسين 39' (ركلة.)، 45'، 65'، 74'، 85' - علاء علي مهاوي 82' - محمد خالد جفال الجميلي 86' | تقرير |           |

| السعودية                                                                    | 3–1   | البحرين               |
| --------------------------------------------------------------------------- | ----- | --------------------- |
| - عبد العزيز العرياني 7' - سامي النجعي 73' (ركلة.) - حمد الشمسان 88' (ه.ذ.) | تقرير | - علي مدن 63' (ركلة.) |

| البحرين       | 1–2   | العراق                           |
| ------------- | ----- | -------------------------------- |
| - علي مدن 84' | تقرير | - أمجد عطوان 52' - مازن فياض 70' |

| أفغانستان | 0–8   | السعودية |
| --------- | ----- | --- |
|           | تقرير | - عبد الإله العمري 12'، 22' - سامي النجعي 15' - عبد العزيز العرياني 18'، 45+4' - حسان التمبكتي 58' - فهد الرشيدي 72'، 81' |

| البحرين                                           | 2–0   | أفغانستان |
| ------------------------------------------------- | ----- | --------- |
| - محمد أحمدي عبد الرحمن 14' - علي مدن 87' (ركلة.) | تقرير |           |

| العراق                           | 2–0   | السعودية |
| -------------------------------- | ----- | -------- |
| - حسين علي 23' - أيمن حسين 45+1' | تقرير |          |

### المجموعة ج
- أقيمت جميع المباريات في قطر.
- الأوقات المذكورة حسب ت ع م+3.

| م | الفريق     | لعب | ف | ت | خ | أ.له | أ.ع | أ.ف | نقاط | التأهل           |
| - | ---------- | --- | - | - | - | ---- | --- | --- | ---- | ---------------- |
| 1 | قطر (H)    | 3   | 2 | 1 | 0 | 4    | 1   | +3  | 7    | البطولة النهائية |
| 2 | سوريا      | 3   | 1 | 2 | 0 | 3    | 1   | +2  | 5    | البطولة النهائية |
| 3 | الهند      | 3   | 1 | 0 | 2 | 3    | 4   | −1  | 3    |                  |
| 4 | تركمانستان | 3   | 0 | 1 | 2 | 1    | 5   | −4  | 1    |                  |

| سوريا                                        | 2–0   | الهند |
| -------------------------------------------- | ----- | ----- |
| - محمد ربيع سرور 64' - محمد فارس أرناؤوط 88' | تقرير |       |

| قطر                 | 2–0   | تركمانستان |
| ------------------- | ----- | ---------- |
| - أكرم عفيف 4'، 15' | تقرير |            |

| تركمانستان | 0–0   | سوريا |
| ---------- | ----- | ----- |
|            | تقرير |       |

| الهند | 0–1   | قطر                    |
| ----- | ----- | ---------------------- |
|       | تقرير | - المعز علي عابدين 54' |

| الهند                                                             | 3–1   | تركمانستان             |
| ----------------------------------------------------------------- | ----- | ---------------------- |
| - مانفير سينغ 41' - ألين ديوري 72' - جيري لالرينزوالا 77' (ركلة.) | تقرير | - هوشغيلدي هوجوفوف 13' |

| قطر                | 1–1   | سوريا                 |
| ------------------ | ----- | --------------------- |
| - سلطان البريك 38' | تقرير | - محمد رأفت مهتدي 60' |

### المجموعة د
- أقيمت جميع المباريات في الإمارات العربية المتحدة.
- الأوقات المذكورة حسب ت ع م+4.

| م | الفريق                       | لعب | ف | ت | خ | أ.له | أ.ع | أ.ف | نقاط | التأهل           |
| - | ---------------------------- | --- | - | - | - | ---- | --- | --- | ---- | ---------------- |
| 1 | أوزبكستان                    | 3   | 3 | 0 | 0 | 7    | 1   | +6  | 9    | البطولة النهائية |
| 2 | الإمارات العربية المتحدة (H) | 3   | 2 | 0 | 1 | 6    | 2   | +4  | 6    |                  |
| 3 | لبنان                        | 3   | 1 | 0 | 2 | 3    | 4   | −1  | 3    |                  |
| 4 | نيبال                        | 3   | 0 | 0 | 3 | 0    | 9   | −9  | 0    |                  |

| الإمارات العربية المتحدة                                                                      | 5–0   | نيبال |
| --------------------------------------------------------------------------------------------- | ----- | ----- |
| - أحمد العطاس 8' (ركلة.)، 20' - محمد العكبري 22' - خالد باوزير 33' (ركلة.) - محمد الحمادي 60' | تقرير |       |

| أوزبكستان                                            | 3–1   | لبنان          |
| ---------------------------------------------------- | ----- | -------------- |
| - خليل خميس 20' (ه.ذ.) - بوبير عبد الخالقوف 30'، 38' | تقرير | - حسن حمود 58' |

| نيبال | 0–2   | أوزبكستان                                     |
| ----- | ----- | --------------------------------------------- |
|       | تقرير | - دوستونبيك تورسونوف 21' - عزيزجان غانييف 80' |

| لبنان | 0–1   | الإمارات العربية المتحدة  |
| ----- | ----- | ------------------------- |
|       | تقرير | - أحمد العطاس 84' (ركلة.) |

| الإمارات العربية المتحدة | 0–2   | أوزبكستان                                 |
| ------------------------ | ----- | ----------------------------------------- |
|                          | تقرير | - إسلامجان كوبيلوف 67' - جواهر صديقوف 90' |

| لبنان                 | 2–0   | نيبال |
| --------------------- | ----- | ----- |
| - حسن كوراني 29'، 90' | تقرير |       |

### المجموعة ر
- أقيمت جميع المباريات في فلسطين.
- الأوقات المذكورة حسب ت ع م+3.

| م | الفريق     | لعب | ف | ت | خ | أ.له | أ.ع | أ.ف | نقاط | التأهل           |
| - | ---------- | --- | - | - | - | ---- | --- | --- | ---- | ---------------- |
| 1 | فلسطين (H) | 3   | 2 | 1 | 0 | 8    | 4   | +4  | 7    | البطولة النهائية |
| 2 | الأردن     | 3   | 2 | 0 | 1 | 11   | 3   | +8  | 6    | البطولة النهائية |
| 3 | طاجيكستان  | 3   | 1 | 1 | 1 | 5    | 5   | 0   | 4    |                  |
| 4 | بنغلاديش   | 3   | 0 | 0 | 3 | 1    | 13  | −12 | 0    |                  |

| الأردن                                                                                          | 7–0   | بنغلاديش |
| ----------------------------------------------------------------------------------------------- | ----- | -------- |
| - موسى التعمري 17'، 50' - نور الروابدة 37'، 63' - أحمد الرياحي 55'، 78' (ركلة.) - بهاء فيصل 58' | تقرير |          |

| طاجيكستان                                         | 2–2   | فلسطين                                             |
| ------------------------------------------------- | ----- | -------------------------------------------------- |
| - فردوس تشاكالوف 33' - ناظم باباجانوف 75' (ركلة.) | تقرير | - مهند فنون 18' (ركلة.) - زوير جورابايف 51' (ه.ذ.) |

| بنغلاديش        | 1–3   | طاجيكستان                                                    |
| --------------- | ----- | ------------------------------------------------------------ |
| - سوهيل ميا 33' | تقرير | - أميرجان صفروف 55' - ناظم باباجانوف 67' - زوير جورابايف 87' |

| فلسطين                                                 | 3–2   | الأردن                            |
| ------------------------------------------------------ | ----- | --------------------------------- |
| - حازم أبو حماد 38' - محمود يوسف 66' - بهاء وريدات 76' | تقرير | - يزن العرب 19' - محمد الرازم 31' |

| الأردن                             | 2–0   | طاجيكستان |
| ---------------------------------- | ----- | --------- |
| - أحمد الرياحي 55' - بهاء فيصل 68' | تقرير |           |

| فلسطين                          | 3–0   | بنغلاديش |
| ------------------------------- | ----- | -------- |
| - محمود أبو وردة 8'، 36'، 90+1' | تقرير |          |

### المجموعة س
- أقيمت جميع المباريات في ميانمار.
- الأوقات المذكورة حسب ت ع م+6:30.

| م | الفريق      | لعب | ف | ت | خ | أ.له | أ.ع | أ.ف | نقاط | التأهل           |
| - | ----------- | --- | - | - | - | ---- | --- | --- | ---- | ---------------- |
| 1 | أستراليا    | 3   | 3 | 0 | 0 | 12   | 0   | +12 | 9    | البطولة النهائية |
| 2 | ميانمار (H) | 3   | 2 | 0 | 1 | 5    | 3   | +2  | 6    |                  |
| 3 | سنغافورة    | 3   | 1 | 0 | 2 | 4    | 10  | −6  | 3    |                  |
| 4 | بروناي      | 3   | 0 | 0 | 3 | 1    | 9   | −8  | 0    |                  |

| أستراليا                                      | 2–0   | بروناي |
| --------------------------------------------- | ----- | ------ |
| - جورج بلاكوود 53' (ركلة.) - رايلي ماكغري 85' | تقرير |        |

| ميانمار                            | 2–0   | سنغافورة |
| ---------------------------------- | ----- | -------- |
| - أونغ تو 60' - هلاينغ بو بو 90+3' | تقرير |          |

| سنغافورة | 0–7   | أستراليا |
| -------- | ----- | --- |
|          | تقرير | - ستيفان ماوك 8' - جورج بلاكوود 13'، 18' - ميليسلاف بوبوفيتش 39'، 60' - ديفانتي كلوت 68' (ركلة.) - جوشوا سوتيريو 73' |

| بروناي | 0–3   | ميانمار                                       |
| ------ | ----- | --------------------------------------------- |
|        | تقرير | - نيين تشان أونغ 20'، 61' - ناينغ لين تون 44' |

| سنغافورة                                                     | 4–1   | بروناي                        |
| ------------------------------------------------------------ | ----- | ----------------------------- |
| - إحسان فاندي 13'، 90+1' - حنفي أكبر 39' - توفيق سوبارنو 86' | تقرير | - عظيم عزام الدين سحيمي 45+1' |

| أستراليا                                                         | 3–0   | ميانمار |
| ---------------------------------------------------------------- | ----- | ------- |
| - بروس كاماو 6' - جوناثان أسبروبوتاميتيس 32' - جوشوا سوتيريو 58' | تقرير |         |

### المجموعة ص
- أقيمت جميع المباريات في كوريا الشمالية.
- الأوقات المذكورة حسب ت ع م+8:30.

| م | الفريق             | لعب | ف | ت | خ | أ.له | أ.ع | أ.ف | نقاط | التأهل           |
| - | ------------------ | --- | - | - | - | ---- | --- | --- | ---- | ---------------- |
| 1 | كوريا الشمالية (H) | 3   | 2 | 1 | 0 | 14   | 2   | +12 | 7    | البطولة النهائية |
| 2 | هونغ كونغ          | 3   | 1 | 2 | 0 | 6    | 2   | +4  | 5    |                  |
| 3 | لاوس               | 3   | 1 | 1 | 1 | 4    | 8   | −4  | 4    |                  |
| 4 | تايبيه الصينية     | 3   | 0 | 0 | 3 | 2    | 14  | −12 | 0    |                  |

| لاوس                                                 | 3–1   | تايبيه الصينية |
| ---------------------------------------------------- | ----- | -------------- |
| - كامبان سونتانالاي 26'، 42' - بوتاساي كوتشاليرن 49' | تقرير | - جهو تشينغ 3' |

| كوريا الشمالية     | 1–1   | هونغ كونغ         |
| ------------------ | ----- | ----------------- |
| - سو جونغ-هيوك 63' | تقرير | - وو تشون مينغ 6' |

| هونغ كونغ        | 1–1   | لاوس                   |
| ---------------- | ----- | ---------------------- |
| - جوردان لام 75' | تقرير | - أرميساي كيتافونغ 73' |

| تايبيه الصينية     | 1–7   | كوريا الشمالية                                                                                          |
| ------------------ | ----- | --- |
| - لي هسيانغ-وي 27' | تقرير | - كيم يو-سونغ 4'، 34'، 90+3' - ري أون-تشول 24' - سو جونغ-هيوك 37' - كيم سونغ-سون 64' - كيم كوك-تشول 72' |

| تايبيه الصينية | 0–4   | هونغ كونغ                                                        |
| -------------- | ----- | ---------------------------------------------------------------- |
|                | تقرير | - تان تشون لوك 61'، 70' - لاو هوك مينغ 63' - تشونغ واي كيونغ 77' |

| كوريا الشمالية                                                                           | 6–0   | لاوس |
| ---------------------------------------------------------------------------------------- | ----- | ---- |
| - كيم كوك-بوم 5' - سو جونغ-هيوك 14'، 33' - ري هون 21' - كيم يو-سونغ 56' - جون سي-غيي 87' | تقرير |      |

### المجموعة ط
- أقيمت جميع المباريات في تايلاند.
- الأوقات المذكورة حسب ت ع م+7.

| م | الفريق      | لعب | ف | ت | خ | أ.له | أ.ع | أ.ف | نقاط | التأهل           |
| - | ----------- | --- | - | - | - | ---- | --- | --- | ---- | ---------------- |
| 1 | ماليزيا     | 3   | 2 | 0 | 1 | 5    | 3   | +2  | 6    | البطولة النهائية |
| 2 | تايلاند (H) | 3   | 1 | 2 | 0 | 4    | 1   | +3  | 5    | البطولة النهائية |
| 3 | إندونيسيا   | 3   | 1 | 1 | 1 | 7    | 3   | +4  | 4    |                  |
| 4 | منغوليا     | 3   | 0 | 1 | 2 | 1    | 10  | −9  | 1    |                  |

| إندونيسيا | 0–3   | ماليزيا                                                        |
| --------- | ----- | -------------------------------------------------------------- |
|           | تقرير | - شفيق أحمد 4' - جفري فردوس تشيو 20' - ثانابالان ناداراجاه 30' |

| تايلاند              | 1–1   | منغوليا                            |
| -------------------- | ----- | ---------------------------------- |
| - تشاياوات بوران 17' | تقرير | - توغولدور مونخ-إرديني 89' (ركلة.) |

| منغوليا | 0–7   | إندونيسيا |
| ------- | ----- | --- |
|         | تقرير | - ساديل رمضاني 17'، 56' - مارينوس وانيوار 31' - غافين كوان أدسيت 34'، 88' - أوسفالدو هاي 71' - سيبتيان دافيد 90' |

| ماليزيا | 0–3   | تايلاند                                          |
| ------- | ----- | ------------------------------------------------ |
|         | تقرير | - تشينروب سامفاودي 25'، 45+3' - بيتشا أو-ترا 87' |

| ماليزيا                                       | 2–0   | منغوليا |
| --------------------------------------------- | ----- | ------- |
| - ثانابالان ناداراجاه 51' - سيازوان أنديك 86' | تقرير |         |

| تايلاند | 0–0   | إندونيسيا |
| ------- | ----- | --------- |
|         | تقرير |           |

### المجموعة ع
- أقيمت جميع المباريات في فيتنام.
- الأوقات المذكورة حسب ت ع م+7.

| م | الفريق         | لعب | ف | ت | خ | أ.له | أ.ع | أ.ف | نقاط | التأهل           |
| - | -------------- | --- | - | - | - | ---- | --- | --- | ---- | ---------------- |
| 1 | كوريا الجنوبية | 3   | 2 | 1 | 0 | 12   | 1   | +11 | 7    | البطولة النهائية |
| 2 | فيتنام (H)     | 3   | 2 | 0 | 1 | 13   | 3   | +10 | 6    | البطولة النهائية |
| 3 | تيمور الشرقية  | 3   | 1 | 1 | 1 | 7    | 5   | +2  | 4    |                  |
| 4 | ماكاو          | 3   | 0 | 0 | 3 | 2    | 25  | −23 | 0    |                  |

| كوريا الجنوبية | 10–0  | ماكاو |
| --- | ----- | ----- |
| - تشو يونغ-ووك 10'، 14'، 25'، 55' - هوانغ إين-بيوم 29' - دو هيون-سيوك 48' - بارك سيونغ-بو 53' (ركلة.)، 78' - جو سونغ-ووك 64' - بارك جاي-وو 90+3' | تقرير |       |

| فيتنام                                                                   | 4–0   | تيمور الشرقية |
| ------------------------------------------------------------------------ | ----- | ------------- |
| - ها دوك تشين 17' - نغوين كونغ فونغ 67'، 71' (ركلة.) - نغوين توان أن 88' | تقرير |               |

| تيمور الشرقية | 0–0   | كوريا الجنوبية |
| ------------- | ----- | -------------- |
|               | تقرير |                |

| ماكاو            | 1–8   | فيتنام |
| ---------------- | ----- | --- |
| - نغ وا كينغ 65' | تقرير | - لي تان بين 4'، 20' - نغوين فان توان 7'، 63' - نغوين كونغ فونغ 12' (ركلة.) - لونغ سوان ترونغ 24' (ركلة.) - هوانغ فان كان 26' - نغوين فونغ هونغ دوي 49' |

| تيمور الشرقية | 7–1   | ماكاو            |
| --- | ----- | ---------------- |
| - هنريكي كروز 2' - ناتانييل دي جيسوس ريس 24'، 66' (ركلة.) - كورنيليس ناهاك بورتيلا 31'، 76' (ركلة.) - روفينو غاما 52' - توماس سارمينتو 86' | تقرير | - لو مان هين 64' |

| كوريا الجنوبية                          | 2–1   | فيتنام                |
| --------------------------------------- | ----- | --------------------- |
| - لي سانغ-هيون 19' - هوانغ إين-بيوم 41' | تقرير | - نغوين كونغ فونغ 33' |

### المجموعة ف
- أقيمت جميع المباريات في كمبوديا.
- الأوقات المذكورة حسب ت ع م+7.

| م | الفريق      | لعب | ف | ت | خ | أ.له | أ.ع | أ.ف | نقاط | التأهل           |
| - | ----------- | --- | - | - | - | ---- | --- | --- | ---- | ---------------- |
| 1 | الصين       | 3   | 2 | 1 | 0 | 4    | 1   | +3  | 7    | البطولة النهائية |
| 2 | اليابان     | 3   | 2 | 0 | 1 | 11   | 2   | +9  | 6    | البطولة النهائية |
| 3 | كمبوديا (H) | 3   | 1 | 1 | 1 | 1    | 2   | −1  | 4    |                  |
| 4 | الفلبين     | 3   | 0 | 0 | 3 | 0    | 11  | −11 | 0    |                  |

1. ↑  الصين، بوصفها مستضيفة البطولة النهائية، مؤهلة تلقائياً بصرف النظر عن نتائج التصفيات.

| اليابان | 8–0   | الفلبين |
| --- | ----- | ------- |
| - كوجي مييوشي 10' - رين كوماتسو 23'، 29'، 42'، 46' - تسوكاسا موريشيما 31' - يويا ناكاساكا 83' - إيتو هيروكي 89' | تقرير |         |

| الصين | 0–0   | كمبوديا |
| ----- | ----- | ------- |
|       | تقرير |         |

| الفلبين | 0–2   | الصين                          |
| ------- | ----- | ------------------------------ |
|         | تقرير | - هي تشاو 15' - جانغ شيووي 74' |

| كمبوديا | 0–2   | اليابان                           |
| ------- | ----- | --------------------------------- |
|         | تقرير | - كيتا إندو 73' - رين كوماتسو 84' |

| اليابان         | 1–2   | الصين                              |
| --------------- | ----- | ---------------------------------- |
| - كيتا إندو 54' | تقرير | - وي شيهاو 40' - دينغ هانوين 45+1' |

| كمبوديا           | 1–0   | الفلبين |
| ----------------- | ----- | ------- |
| - سوك سامنانغ 59' | تقرير |         |

## ترتيب الفرق المدرجة في المركز الثاني
بسبب أن مجموعات لها عدد مختلف من الفرق بعد انسحاب سريلانكا من المجموعة أ، لم ينظر في النتائج ضد الفرق في المركز الرابع في المجموعات المكونة من أربع فرق لهذا الترتيب.
| م  | مج | الفريق                   | لعب | ف | ت | خ | أ.له | أ.ع | أ.ف | نقاط | التأهل           |
| -- | -- | ------------------------ | --- | - | - | - | ---- | --- | --- | ---- | ---------------- |
| 1  | ط  | تايلاند                  | 2   | 1 | 1 | 0 | 3    | 0   | +3  | 4    | البطولة النهائية |
| 2  | ج  | سوريا                    | 2   | 1 | 1 | 0 | 3    | 1   | +2  | 4    | البطولة النهائية |
| 3  | ع  | فيتنام                   | 2   | 1 | 0 | 1 | 5    | 2   | +3  | 3    | البطولة النهائية |
| 4  | ر  | الأردن                   | 2   | 1 | 0 | 1 | 4    | 3   | +1  | 3    | البطولة النهائية |
| 5  | ف  | اليابان                  | 2   | 1 | 0 | 1 | 3    | 2   | +1  | 3    | البطولة النهائية |
| 6  | ب  | السعودية                 | 2   | 1 | 0 | 1 | 3    | 3   | 0   | 3    | البطولة النهائية |
| 7  | أ  | إيران                    | 2   | 1 | 0 | 1 | 2    | 3   | −1  | 3    |                  |
| 8  | س  | ميانمار                  | 2   | 1 | 0 | 1 | 2    | 3   | −1  | 3    |                  |
| 9  | د  | الإمارات العربية المتحدة | 2   | 1 | 0 | 1 | 1    | 2   | −1  | 3    |                  |
| 10 | ص  | هونغ كونغ                | 2   | 0 | 2 | 0 | 2    | 2   | 0   | 2    |                  |

1. 1 2  رتبوا حسب النقاط التأديبية (إيران: 0 نقاط؛ ميانمار: 6 نقاط).

## الفرق المتأهلة
تأهلت الفرق الـ16 التالية للبطولة النهائية.
| الفريق         | تأهل بصفته       | تأهل في        | المظاهر السابقة في البطولة1 |
| -------------- | ---------------- | -------------- | --------------------------- |
| الصين          | المضيف           | 25 نوفمبر 2016 | 2 (2013، 2016)              |
| عمان           | متصدر المجموعة أ | 23 يوليو 2017  | 1 (2013)                    |
| العراق         | متصدر المجموعة ب | 23 يوليو 2017  | 2 (2013، 2016)              |
| قطر            | متصدر المجموعة ج | 23 يوليو 2017  | 1 (2016)                    |
| أوزبكستان      | متصدر المجموعة د | 19 يوليو 2017  | 2 (2013، 2016)              |
| فلسطين         | متصدر المجموعة ر | 23 يوليو 2017  | 0 (ظهور لأول مرة)           |
| أستراليا       | متصدر المجموعة س | 23 يوليو 2017  | 2 (2013، 2016)              |
| كوريا الشمالية | متصدر المجموعة ص | 23 يوليو 2017  | 2 (2013، 2016)              |
| ماليزيا        | متصدر المجموعة ط | 23 يوليو 2017  | 0 (ظهور لأول مرة)           |
| كوريا الجنوبية | متصدر المجموعة ع | 23 يوليو 2017  | 2 (2013، 2016)              |
| تايلاند        | أفضل وصيف        | 23 يوليو 2017  | 1 (2016)                    |
| سوريا          | ثاني أفضل وصيف   | 23 يوليو 2017  | 2 (2013، 2016)              |
| فيتنام         | ثالث أفضل وصيف   | 23 يوليو 2017  | 1 (2016)                    |
| الأردن         | رابع أفضل وصيف   | 23 يوليو 2017  | 2 (2013، 2016)              |
| اليابان        | خامس أفضل وصيف   | 23 يوليو 2017  | 2 (2013، 2016)              |
| السعودية       | سادس أفضل وصيف   | 23 يوليو 2017  | 2 (2013، 2016)              |

1 يشير العريض إلى البطل لتلك السنة. يشير المائل إلى المضيف لتلك لسنة.

## الهدافون
6 أهداف
- أيمن حسين

5 أهداف
- رين كوماتسو

4 أهداف
- كيم يو-سونغ
- سو جونغ-هيوك
- محسن الغساني
- تشو يونغ-ووك
- نغوين كونغ فونغ

3 أهداف
- جورج بلاكوود
- علي مدن
- أحمد الرياحي
- محمود أبو وردة
- عبد العزيز العرياني
- أحمد العطاس

هدفان
- ميليسلاف بوبوفيتش
- جوشوا سوتيريو
- تان تشون لوك
- غافين كوان أدسيت
- ساديل رمضاني
- كيتا إندو
- نور الروابدة
- موسى التعمري
- بهاء فيصل
- كامبان سونتانالاي
- حسن كوراني
- ثانابالان ناداراجاه
- نيين تشان أونغ
- جميل اليحمدي
- أكرم عفيف
- عبد الإله العمري
- سامي النجعي
- فهد الرشيدي
- إحسان فاندي
- هوانغ إين-بيوم
- بارك سيونغ-بو
- ناظم باباجانوف
- تشينروب سامفاودي
- كورنليس ناهاك بورتيلا
- ناتانييل دي جيسوس ريس
- بوبير عبد الخالقوف
- لي تان بين
- نغوين فان توان

هدف
- جوناثان أسبروبوتاميتيس
- ديفانتي كلوت
- بروس كاماو
- ستيفان ماوك
- رايلي ماكغري
- محمد أحمدي عبد الرحمن
- سوهيل ميا
- عظيم عزام الدين سحيمي
- سوك سامنانغ
- دينغ هانوين
- هي تشاو
- وي شيهاو
- جانغ شيووي
- جهو تشينغ
- لي هسيانغ-وي
- تشونغ واي كيونغ
- جوردان لام
- لاو هوك مينغ
- وو تشون مينغ
- ألين ديوري
- جيري لالرينزوالا
- مانفير سينغ
- سيبتيان دافيد
- أوسفالدو هاي
- مارينوس وانيوار
- علي قليزاده
- رضا شكاري
- محمد خالد جفال الجميلي
- حسين علي
- أمجد عطوان
- مازن فياض
- علاء علي مهاوي
- بشار رسن
- إيتو هيروكي
- كوجي مييوشي
- تسوكاسا موريشيما
- يويا ناكاساكا
- يزن العرب
- محمد الرازم
- عادلجان عبد الرحمنوف
- رومان ليفتشينكو
- أرميساي كيتافونغ
- بوتاساي كوتشاليرن
- حسن حمود
- لو مان هين
- نغ وا كينغ
- جفري فردوس تشيو
- شفيق أحمد
- سيازوان أنديك
- توغولدور مونخ-إرديني
- أونغ تو
- هلاينغ بو بو
- ناينغ لين تون
- جون سي-غيي
- كيم كوك-بوم
- كيم كوك-تشول
- كيم سونغ-سون
- ري هون
- ري أون-تشول
- زاهر الأغبري
- حازم أبو حماد
- مهند فنون
- بهاء وريدات
- محمود يوسف
- سلطان البريك
- المعز علي عابدين
- حسان التمبكتي
- حنفي أكبر
- توفيق سوبارنو
- دو هيون-سيوك
- جو سونغ-ووك
- لي سانغ-هيون
- بارك جاي-وو
- محمد فارس أرناؤوط
- محمد رأفت مهتدي
- محمد ربيع سرور
- فردوس تشاكالوف
- زوير جورابايف
- أميرجان صفروف
- تشاياوات بوران
- بيتشا أو-ترا
- هنريكي كروز
- روفينو غاما
- توماس سارمينتو
- هوشغيلدي هوجوفوف
- محمد العكبري
- محمد الحمادي
- خالد باوزير
- عزيزجان غانييف
- إسلامجان كوبيلوف
- جواهر صديقوف
- دوستونبيك تورسونوف
- ها دوك تشين
- هوانغ فان كان
- لونغ سوان ترونغ
- نغوين فونغ هونغ دوي
- نغوين توان أن

هدف ذاتي
- حمد الشمسان (لعب ضد السعودية)
- خليل خميس (لعب ضد أوزبكستان)
- زوير جورابايف (لعب ضد فلسطين)

مصدر: the-afc.com 

## الملاحظات
1. ↑  أرجئت المباراة بين تايلاند ومنغوليا بسبب الأمطار الغزيرة من الساعة 19:00 إلى الساعة 20:10.

## وصلات خارجية
- الموقع الرسمي
، the-AFC.com